# Mammillaria amajacensis
Mammillaria amajacensis là một loài thực vật có hoa trong họ Cactaceae. Loài này được Brachet & M. Lacoste mô tả khoa học đầu tiên năm 1997.